# Lizio
Lizio (tiếng Breton: Lizioù) là một xã ở tỉnh Morbihan trong vùng Bretagne tây bắc Pháp. Xã này có diện tích 16,96 km², dân số năm 1999 là 737 người. Khu vực này có độ cao từ 42-163 mét trên mực nước biển.
Cư dân của Lizio danh xưng trong tiếng Pháp là Liziotais.